# The Modernaires
The Modernaires era un grupo vocal estadounidense, conocido por actuar en la década de 1940 junto a Glenn Miller.

## Carrera
Los Modernaires comenzaron en 1934 como "Don Juan, Two and Three", un trío de compañeros de escuela de Lafayette High School en Buffalo, Nueva York. Los miembros eran Hal Dickinson, Chuck Goldstein y Bill Conway. (Jay Warner, en su libro grupos de canto de América: Una historia de 1940 hasta la actualidad , escribió: "Se llamaron Tres Weary Willies". Añadió que el trío realizó como Don Juan y dos y tres cuando "se dirigieron a Nueva York a mediados de los años 30".)
Después de cantar en la estación de radio WGR en Buffalo, Nueva York, por "la enorme suma de $ 10 al mes", el trío fue a la ciudad de Nueva York y consiguió un compromiso de 26 semanas en la radio de la cadena CBS.
El primer compromiso del grupo fue en el casino Glen Falls suburbano de Buffalo, con la orquesta Ted Fio Rito . Fio Rito también los usó en grabaciones de transcripción eléctrica . Luego se unieron a la Ozzie Nelson Band y se hicieron conocidos como "Los tres magos de Ozzie". Luego reclutaron a Ralph Brewster para hacer un cuarteto y, actuando con la Fred Waring Orchestra, se convirtieron en The Modern-Aires (más tarde cambiando la ortografía). Las grabaciones con la orquesta de Charlie Barnet en 1936 no interesaron al público pero les trajeron una mayor exposición a la industria, y en 1937 se unieron a la banda de George Hall, pasando pronto a la de Paul Whiteman. programa de radio. Grabaron muchas de las canciones clásicas de esa época, algunas con Jack Teagarden, como parte de la orquesta Whiteman en 1938.
En octubre de 1940, Glenn Miller les dedica a registrar Es Make Believe salón de baile Tiempo , una secuela de la original, hace para creer salón de baile, que habían registrado anteriormente para el espectáculo big band de Martin Block del mismo nombre, en WNEW Nueva York. En enero de 1941, Miller convirtió a The Modernaires en una parte importante de una de las big bands más populares de todos los tiempos. Paula Kelly se incorporó a la banda Miller entre marzo y agosto de 1941; ella y Modernaire Hal Dickinson se habían casado en 1939. El grupo tuvo diez éxitos en las listas en 1941 después de aparecer con la orquesta de Miller en la película Sun Valley Serenade. El grupo se convirtió en un quinteto cuando Kelly se convirtió en miembro permanente del grupo después de que Miller se unió al ejército de los Estados Unidos, y durante las siguientes décadas realizaron giras internacionales con la Glenn Miller Orchestra. Johnny Drake reemplazado Chuck Goldstein (quien dejó a los Modernaires al día siguiente de la banda de Miller se separó en 1942), y Fran de Scott reemplazó a Bill Conway (que por la caída de 1943 estaba realizando con el cuarteto recién formado "Doble Dater".)
Las canciones popularizadas por Miller y The Modernaires incluyeron "Perfidia" , "Chattanooga Choo-Choo", con Tex Beneke (el primer "disco de oro" con más de un millón de copias vendidas), "I Know Why", "Elmer's Tune", "Serenade In Blue"," Connecticut "y" Kalamazoo "con Beneke, entre otros.
En 1945, "There! I've Said It Again" se convirtió en el primer éxito entre los veinte primeros de The Modernaires.
El grupo apareció en la programación de televisión producida por Philco en 1947, usando lo que aparentemente fue una versión temprana de sincronización de labios . Un artículo en el número del 10 de septiembre de 1947 de la revista Variety informó que David Street y The Modernaires protagonizaron el programa Philco, "simulando cantar con grabaciones fuera de pantalla".
Después de la desaparición de Miller, The Modernaires grabaron versiones vocales de varios de los éxitos instrumentales de Miller, como "Moonlight Serenade", "Sunrise Serenade", "Little Brown Jug", "Tuxedo Junction", "Pennsylvania 6-5000" y "A String of Perlas". The Modernaires lanzaron un sencillo de 45 rpm en Coral Records, 9-61110, A Salute to Glenn Miller, que incluía popurrís en dos partes de la banda sonora de la película, A Salute to Glenn Miller, Partes 1 y 2: (Tengo una chica en) Kalamazoo/Moonlight Cocktail/Elmer's Tune/Moonlight Serenade/Chattanooga Choo-Choo/String Of Pearls/Serenade In Blue/At Last/Perfidia, que alcanzó el número 29 en las listas de Billboard en 1954. A finales de la década de 1950 aparecieron vocalistas con la orquesta de Bob Crosby en su programa de televisión diario. En la década de 1960 grabaron el tema principal de la comedia televisiva Hazel. Su estilo, armonías y mezcla influenciaron a artistas posteriores como The Four Freshmen , quienes a su vez fueron modelos para los Beach Boys , a quienes los Beatlesluego citado como una fuerte influencia en su trabajo.
The Modernaires fueron incluidos en el Vocal Group Hall of Fame en 1999.

## Muerte de exmiembros
Hal Dickinson (de soltera Harold Hunt Dickinson, Jr.; 1913-1970) murió en Santa Bárbara, California. Su esposa, Paula Kelly (1919-1992), murió en Costa Mesa, California. Su hija, Paula Dickinson Kelly, Jr. (1944–2012), quien se hizo cargo de cantar las partes de su madre con los Modernaires de 1966 a 1971, murió en Los Ángeles. Chuck Goldstein, nacido en Buffalo, Nueva York (né Charles J. Goldstein; 1914-1974), murió en Englewood, Nueva Jersey. Conway (né William G. Conway; 1913-1991) murió en Los Ángeles. Ralph Brewster (de soltera Ralph Fletcher Brewster; 1914-1990) murió en Tulsa.